# Valay
Valay é uma comuna francesa na região administrativa de Borgonha-Franco-Condado, no departamento de Alto Sona. Estende-se por uma área de 17,4 km². Em 2010 a comuna tinha 692 habitantes (densidade: 39,8 hab./km²).